# 胜霸县
胜霸县，中国旧县名。

## 沿革
冀中解放区设。由于此地位于国共内战双方争夺地区，1946年由河北省文安县胜芳、苏桥一带与霸县部分地区共356个村镇析置，取胜芳、霸县首字为名，组成胜霸县。1949年胜芳等村划出，胜霸县因此撤销，并入霸县。